# Katholieke Hogeschool Brussel
De Katholieke Hogeschool Brussel (afgekort K.H.B.) was een Nederlandstalige hogeschool in Brussel. Sinds 23 september 2002 behoort de KHB tot de EHSAL, nu Odisee.

## Geschiedenis
De hogeschool ontstond in 1995 na een fusie van drie Brusselse hogescholen: het Guardini Instituut voor Pedagogisch Hoger Onderwijs (ontstaan in 1987 uit een fusie), Sint-Thomas en het Hoger Instituut voor Verpleegkunde en Kinesitherapie (HIVEK).
Aan de campussen waren verschillende opleidingen te volgen die behoren tot de studiegebieden “onderwijs” en “gezondheidszorg” van het vroegere Hoger Onderwijs Buiten de Universiteit (HOBU) bestaande uit 1 cyclus van 3 basisjaren, inmiddels omgevormd tot bacheloropleidingen.

## Opleidingsaanbod

### Onderwijs
- Professionele Bachelor in het Onderwijs: Kleuteronderwijs (Campus Nieuwland)
- Professionele Bachelor in het Onderwijs: Lager onderwijs (Campus Nieuwland)
- Professionele Bachelor in het Onderwijs: Secundair onderwijs

Algemene Vakken (Campus Nieuwland)
Plastische Opvoeding (Campus Nieuwland)
Lichamelijke Opvoeding (Campus Parnas)

### Gezondheidszorg
- Professionele Bachelor in de Verpleegkunde (Campus Nieuwland)
- Professionele Bachelor in de Medische beeldvorming (Campus Nieuwland)
- Professionele Bachelor in het Sociaal Werk (Campus Sociale Hogeschool)